# Райс, Флоренс
Флоренс Давенпорт Райс  (англ. Florence Davenport Rice ; 14 февраля 1907, Кливленд, штат Огайо, США – 23 февраля 1974, Гонолулу, Гавайи) – американская актриса
 кино.

## Биография
Родилась в состоятельной семье известного спортивного репортёра. Окончила Колледж Смит.
Стала актрисой в конце 1920-х годов и, сыграв несколько ролей на Бродвее, перебралась в Голливуд, где с 1934 по 1943 год снялась почти в 50 кинофильмах. 
Заключила контракт с Metro-Goldwyn-Mayer. В 1940-х годах её популярность неуклонно снижалась, и в 1947 году она оставила профессию.
Умерла в Гонолулу от рака лёгкого в возрасте 67 лет.

## Личная жизнь
Райс была замужем четыре раза, причем четвёртый  брак продлился до её смерти.

## Избранная фильмография
- Fugitive Lady (1934)
- The Best Man Wins (1935)
- Under Pressure (1935)
- Carnival (1935)
- Пробуждение Джима Бёрка /  The Awakening of Jim Burke (1935)
- Guard That Girl (1935)
- Escape from Devil's Island (1935)
- Super-Speed (1935)
- Pride of the Marines (1936)
- Panic on the Air (1936)
- Blackmailer (1936)
- Women Are Trouble (1936)
- Sworn Enemy (1936)
- The Longest Night (1936)
- Under Cover of Night (1937)
- Man of the People (1937)
- Riding on Air (1937)
- Married Before Breakfast (1937)
- Double Wedding (1937)
- Navy Blue and Gold (1937)
- Beg, Borrow or Steal (1937)
- Paradise for Three (1938)
- Fast Company (1938)
- Vacation from Love (1938)
- Sweethearts (1938)
- Stand Up and Fight (1939)
- Four Girls in White (1939)
- The Kid from Texas (1939)
- Miracles for Sale (1939)
- At the Circus (1939)
- Little Accident (1939)
- Бродвейская мелодия 40-х (1940)
- Girl in 313 (1940)
- Phantom Raiders (1940)
- The Secret Seven (1940)
- Cherokee Strip (1940)
- Mr. District Attorney (1941)
- Father Takes a Wife (1941)
- Doctors Don't Tell (1941)
- The Blonde from Singapore (1941)
- Borrowed Hero (1941)
- Tramp, Tramp, Tramp (1942)
- Let's Get Tough! (1942)
- Stand By All Networks (1942)
- The Boss of Big Town (1942)
- The Ghost and the Guest